# Mladí muži poznávají svět
Mladí muži poznávají svět je český film režiséra Radima Špačka z roku 1995, odehrávající se za války v obleženém Sarajevu. Jedná se o Špačkův celovečerní režijní debut, který paradokumentárním stylem ukazuje situace ze života mládeže ve válečných podmínkách, tak jak je vidí český novinář Marek (Marek Brodský). Tyto hrané sekvence se prolínají s dokumentární anketou, v níž mladí lidé popisují své zážitky z fronty.

## Okolnosti vzniku
V červnu 1993 Radim Špaček, student 1. ročníku režie na pražské FAMU, asistoval své spolužačce Jasmině Blaževič na natáčení jejího absolventského filmu Celnice. Při té příležitosti se setkal i s Jasmininým budoucím manželem Igorem, jehož rodiče a sestra žili v Sarajevu, tehdy brutálně ostřelovaného bosenskosrbskou armádou. Radim se o téma začal zajímat hlouběji a v srpnu 1993 se rozhodl přidat k mírovému pochodu italské náboženské organizace Pace Ora ze Splitu do Sarajeva. Asi po dvou týdnech se cesta ukázala být velmi nebezpečná a mírotvorci se rozhodli vrátit.
Radim si ovšem již předtím v Záhřebu zařídil novinářskou akreditaci UNPROFOR, takže se do Sarajeva nakonec dostal letadlem s humanitární pomocí. Ve městě tehdy panoval relativní klid, střílelo se málo, dokonce se po roce opět začaly otevírat kavárny. Radim se začal učit bosensky a vyzpovídal mnoho mladých lidí, kteří se mu svěřovali s válečnými prožitky. Rozhodl se zůstat v Sarajevu a pokusit se tam natočit film. Také se seznámil s partou studentů režie tamější Akademie múzických umění, z nichž jeden – Adnan Hasovič – nakonec v jeho filmu ztvárnil hlavní roli.
Na podzim při návštěvě Prahy navštívil Radim producenta České televize Čestmíra Kopeckého a nabídl mu svůj námět. Producent Kopecký námět přijal, souhlasil se skromnými požadavky na výrobu (mj. kameru a 16mm negativ Kodak) a smlouva byla podepsána ještě týž den.
Po návratu do Sarajeva začal Radim připravovat natáčení, vybírat herce a lokace. Velkým pomocníkem mu byl kamarád Saša Miličič, v jehož bytě bydlel a kde se nakonec natáčely scény s dezertérem Srdjanem. Kamery se ujal sám režisér, časem se do Sarajeva přestěhovala i mladá studentka Ráchel Macková, která měla na starost produkci. Potíž byla s představitelem českého novináře. Roli hrál původně pracovník Člověka v tísni Lukáš Laichter, ten už ale z rodinných důvodů nemohl přijet na pozdější fázi natáčení. Na podzim roku 1994, již po návratu do Prahy, režisér nabídl tuto roli Markovi Brodskému, který ji překvapivě přijal. Všechny scény s novinářem se tedy dotáčely dodatečně v listopadu 1994.
Režisér si film zpočátku i sám stříhal, ale asi po roce zasáhl producent Kopecký a domluvil spolupráci s Jiřím Brožkem. Premiéru měl film v listopadu 1995 v pražském klubu Roxy. V roce 1996 byl českým zástupcem v soutěži karlovarského filmového festivalu. Projekci tehdy navštívil prezident Václav Havel.